# ماینلیر کلاس امور (۱۸۹۸)
ماینلیر کلاس امور (۱۸۹۸) (به انگلیسی: Amur-class minelayer (1898)) یک کلاس از کشتی است که طول آن ۳۰۰ فوت (۹۱٫۴ متر) می‌باشد.